# Cercle d'Euler
 (octobre 2019).
Si vous disposez d'ouvrages ou d'articles de référence ou si vous connaissez des sites web de qualité traitant du thème abordé ici, merci de compléter l'article en donnant les références utiles à sa vérifiabilité et en les liant à la section « Notes et références ».

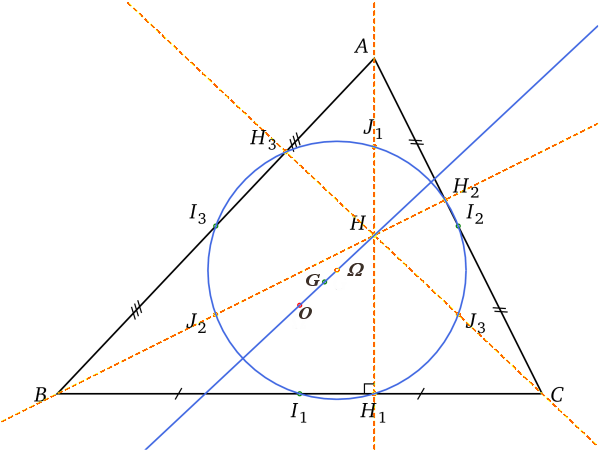
Cercle et droite d'Euler d'un triangle

En géométrie, le cercle d'Euler d'un triangle (aussi appelé cercle des neuf points, cercle de Feuerbach, cercle de Terquem, cercle médian) est l'unique cercle passant par les neuf points remarquables suivants :
- Les trois milieux {\displaystyle I_{i}} des trois côtés du triangle ;
- Le pied {\displaystyle H_{i}} de chacune des trois hauteurs du triangle ;
- Le milieu {\displaystyle J_{i}} de chacun des trois segments reliant l'orthocentre H à un sommet du triangle.

## Découverte
Dans son mémoire E325 présenté en 1763, Euler a considéré séparément les deux cercles circonscrits aux triangles {\displaystyle I_{1}I_{2}I_{3}} et {\displaystyle H_{1}H_{2}H_{3}} sans noter leur coïncidence .
En 1821, les mathématiciens français Brianchon et Poncelet démontrent ensemble que les milieux des côtés et les pieds des hauteurs du triangle sont cocycliques : ils mettent ainsi en évidence l'existence d'un cercle passant par ces six points remarquables. L'année suivante, le résultat fut redécouvert par le géomètre allemand Feuerbach. Le cercle d'Euler est aussi appelé cercle de Feuerbach. De plus, toujours en 1822, il démontra que le cercle des neuf points est tangent extérieurement aux cercles exinscrits et tangent intérieurement au cercle inscrit du triangle. Ce résultat s'appelle le théorème de Feuerbach et ajoute quatre nouveaux points remarquables : les points de contact, appelés points de Feuerbach.
Par la suite, Terquem mit en évidence que trois autres points appartiennent à ce cercle : les milieux des segments formés par les sommets du triangle et l'orthocentre. En 1842, Terquem apporta une deuxième preuve au théorème de Feuerbach. Une troisième preuve géométrique fut apportée en 1854.
Depuis, quelques dizaines d'autres points remarquables du triangle ont été ajoutés à la liste des points sur le cercle.

## Démonstration géométrique
- Le quadrilatère {\displaystyle I_{1}I_{3}I_{2}H_{1}} est un trapèze car {\displaystyle (I_{2}I_{3})} est parallèle à {\displaystyle (BC)=(I_{1}H_{1})}. Ce trapèze est isocèle car, d'après le théorème de Thalès dans le triangle {\displaystyle (ABC)}, {\displaystyle I_{1}I_{2}} est la moitié de {\displaystyle AB}. Or il en est de même de {\displaystyle H_{1}I_{3}}, médiane du triangle rectangle {\displaystyle ABH_{1}}[2]. Or un trapèze isocèle est inscriptible dans un cercle. Il en résulte que les points {\displaystyle I_{1}}, {\displaystyle I_{2}}, {\displaystyle I_{3}} et {\displaystyle H_{1}} sont cocycliques. Il en est de même des autres points {\displaystyle H_{i}}.
- L'angle {\displaystyle I_{1}H_{1}J_{1}} est droit. Il en est de même de l'angle {\displaystyle I_{1}I_{3}J_{1}} car {\displaystyle (I_{1}I_{3})} est parallèle à {\displaystyle (AC)}, et, d'après le théorème de Thalès dans le triangle {\displaystyle ABH}, {\displaystyle I_{3}J_{1}} est parallèle à {\displaystyle (BH)}, qui est perpendiculaire à {\displaystyle (AC)}. Il en résulte que les deux triangles {\displaystyle I_{1}H_{1}J_{1}} et {\displaystyle I_{1}I_{3}J_{1}} sont rectangles, donc inscrits dans le cercle de diamètre {\displaystyle [I_{1}J_{1}]}, et donc que les points {\displaystyle I_{1}}, {\displaystyle I_{3}}, {\displaystyle H_{1}} et {\displaystyle J_{1}} sont cocycliques. Les trois premiers étant éléments du cercle d'Euler, il en est de même de {\displaystyle J_{1}}. Le même raisonnement s'applique aux autres points {\displaystyle J_{i}}[3].

## Démonstration par homothétie
Le cercle des neuf points d'Euler est homothétique du cercle circonscrit au triangle dans deux homothéties :
- l'homothétie de centre G et de rapport –1/2 : elle permet de mettre en place la droite et le cercle d'Euler.

- l'homothétie de centre H et de rapport 1/2 : elle permet de trouver les neuf points du cercle d'Euler comme points correspondants du cercle circonscrit.

### L'homothétie de centre G
On note I1 le milieu de [BC], I2 le milieu de [AC] et I3 le milieu de [AB]. L'homothétie de centre G et de rapport –1/2 transforme le triangle {\displaystyle (ABC)} en le triangle médian {\displaystyle (I_{1}I_{2}I_{3})} et le cercle circonscrit à {\displaystyle (ABC)} en le cercle circonscrit à {\displaystyle (I_{1}I_{2}I_{3})} : ce dernier cercle est précisément le cercle d'Euler.

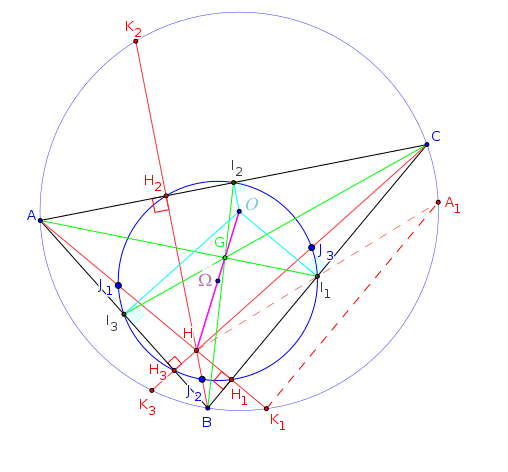
Le cercle d'Euler comme image du cercle circonscrit par l'homothétie de centre G et de rapport –1/2.

Soit H le point aligné avec G et O, que l'homothétie de centre G et de rapport –1/2 transforme en O : alors H est l'orthocentre du triangle ABC. En effet, soit A1 le symétrique de A par rapport à O et on considère le triangle AHA1 : G en est le centre de gravité puisqu'au 2/3 de la droite joignant le sommet H au point O, milieu du côté AA1; AG en est une autre médiane; I1 est ainsi milieu de HA1, les droites (OI1) et (AH) sont donc parallèles, et {\displaystyle {\overrightarrow {OI_{1}}}={\tfrac {1}{2}}{\overrightarrow {AH}}}. Puisque (OI1) est orthogonale à (BC) par construction du cercle circonscrit au triangle ABC, la droite (AH) en est une hauteur de même que (BH) et (CH) par un raisonnement identique.

### L'homothétie de centreH
L'homothétie de centre H et de rapport 1/2, transforme A1 en I1, de même les points I2 et I3 sont les images de deux points du cercle circonscrit. Le cercle d'Euler circonscrit au triangle {\displaystyle (I_{1}I_{2}I_{3})} est l'image du cercle circonscrit à {\displaystyle (ABC)}, dans l'homothétie de centre H et de rapport 1/2.
On note K1, le point d'intersection (autre que A) de la hauteur (AH1) avec le cercle circonscrit. Le segment [AA1] étant un diamètre, le triangle AK1A1, inscrit dans un demi-cercle, est rectangle. Les droites (BC) et (K1A1), perpendiculaires à la hauteur (AH1), sont parallèles. La droite (I1H1) passe par le milieu I1 de [HA1], c'est la droite des milieux de HA1K1, H1 est donc milieu de [HK1].
La droite (HK1) étant perpendiculaire à (BC), K1 est le symétrique de H par rapport à (BC).

Les symétriques de l'orthocentre par rapport aux côtés du triangle sont situés sur le cercle circonscrit au triangle.
Le point H1 est le milieu de [HK1], c'est donc l'image de K1 par l'homothétie de centre H. Comme K1 est situé sur le cercle circonscrit, H1 est sur le cercle d'Euler.

Les pieds des hauteurs sont situés sur le cercle d'Euler.
L'homothétie de centre H transforme les sommets du triangle en les milieux des segments [AH], [BH] et [CH] qui sont les trois points d'Euler K1, K2, K3 situés sur le cercle.
C'est le mathématicien Leonhard Euler qui a remarqué le premier que dans un triangle quelconque (ABC) le centre de gravité G, le centre du cercle circonscrit O et l'orthocentre H sont alignés. (Précisément, l'homothétie de centre G et de rapport –1/2 transforme H en O.)

## Quelques propriétés
On montre, en utilisant l'homothétie introduite au premier paragraphe, que : 
- Le rayon du cercle d'Euler est la moitié du rayon du cercle circonscrit.

- Son centre, soit {\displaystyle \Omega }, est sur la droite d'Euler, on a :

{\displaystyle {\overline {GH}}=-2{\overline {GO}}}      et      {\displaystyle {\overline {G\Omega }}=-{1 \over 2}{\overline {GO}}}
ce dont on déduit que dans un triangle, le centre du cercle d'Euler {\displaystyle \Omega }, est le milieu de [HO], segment joignant l'orthocentre H au centre du cercle circonscrit O.
- On déduit de ces relations que les points {\displaystyle (O,\Omega ,G,H)} sont en division harmonique :

{\displaystyle {\frac {\overline {GO}}{\overline {G\Omega }}}=-{\frac {\overline {HO}}{\overline {H\Omega }}}}
- le cercle d'Euler est le cercle circonscrit au triangle médian (formé par les milieux des côtés) et au triangle orthique (formé par les pieds des hauteurs).
- toute hyperbole équilatère passant par les trois sommets a son centre sur le cercle d'Euler, en particulier l'hyperbole de Kiepert, de Jeřábek et de Feuerbach. C'est le théorème conique de Feuerbach.
- le cercle d'Euler est tangent intérieurement au cercle inscrit à ABC et tangent extérieurement à ses cercles exinscrits. C'est le théorème de Feuerbach.
- l'orthopôle de toute droite passant par le centre du cercle circonscrit est sur le cercle d'Euler.

## Hexagramme de Pascal
Théorème — Dans un hexagramme inscriptible, les côtés opposés se coupent en P, Q et R. Les points P, Q et R sont alignés sur la droite de Pascal (PQ).

Hexagramme de Pascal

Les côtés opposés de l'hexagone croisé H1I2H2I3H3I2H1, inscrit dans le cercle d'Euler, se coupent en P, Q et R.
Une propriété projective que n'avait pas vue Euler :

La droite de Pascal de l'hexagramme est la droite d'Euler du triangle.

## Généralisation

La conique des neuf points est une ellipse pour un point intérieur au triangle.

La conique des neuf points est une hyperbole pour un point extérieur au triangle.

Le cercle d'Euler est un cas particulier de section conique, où l'on a considéré les trois sommets du triangle A, B et C et son orthocentre H. Ces quatre points forment un quadrilatère complet mais surtout un système orthocentrique. Si on considère un quadrilatère complet qui ne soit pas orthocentrique, on retrouve une propriété similaire en montrant qu'il existe une courbe conique passant par les intersections des diagonales et les milieux des six côtés du quadrilatère. La courbe est une ellipse si H est intérieur à ABC, et une hyperbole sinon (elle est même équilatère si H est sur le cercle circonscrit de ABC).